# Raabau
Raabau là một đô thị thuộc huyện Feldbach trong bang Steiermark, nước Áo. Đô thị Raabau có diện tích 4 km², dân số cuối năm 2005 là 282 người.